# Beljevac
Beljevac es una población rural de la municipalidad de Mladenovac, en el distrito de Belgrado, Serbia.

## Superficie
Posee una superficie de 2,543 kilómetros cuadrados.

## Demografía
Hasta 2011 la población era de 150 habitantes, con una densidad de población de 58,99 habitantes por kilómetro cuadrado.